# Dar al-Gani
Dar al-Gani (auch Dor el Gani oder Dur al Ghani) ist ein Plateau aus maritimem Sedimentgestein in Zentrallibyen ungefähr 200 km östlich von der Stadt Sabha gelegen (Koordinaten etwa 27° N, 16° O). Obwohl Dar al Gani im Nationalen Atlas von Libyen nicht verzeichnet ist, wird es von F. Woller in der Geologischen Karte von Libyen genannt.
Im Gebiet von Dar al Gani werden besonders viele Meteoriten gefunden. Grund dafür sind besondere klimatische und geologische Bedingungen, welche die Erosion von Meteoriten stark verlangsamen. Außerdem fallen Meteoriten mit ihrer typischen schwarzen Schmelzkruste wegen des ansonsten hellen Untergrunds in diesem Gebiet leicht auf und können deswegen einfach gefunden werden.